# 로드 멀리너
로드 멀리너(Rod Mullinar, 1943년 1월 1일 ~ )는 오스트레일리아의 배우, 텔레비전 배우이다.
헤리퍼드에서 태어났다.

## 영화
- 헐리웃과 맞장뜨기: 호주 B무비의 세계 (2008년)
- 그날이 오면 (2000년)
- 잃어버린 세계 (1999년)
- 올 세인츠 (1998년)
- 뉴리웨드 (1993년)
- 쇼틀랜드 스트리트 (1992년)
- 죽음의 항해 (1989년)
- 돌아온 제5전선 (1988년)
- 라스트 지고로 (1987년)
- 험프티 덤프티 맨 (1986년)
- 사랑은 파도를 헤치고 (1983년)
- 프리즈너 (1979년) - 데이빗 오스틴 역
- 써스트 (1979년)
- 패트릭 (1978년)